# Ющенко Юрій Сергійович
Ющенко Юрій Сергійович (нар. 1957) — український вчений у галузі гідрології, руслознавець, доктор географічних наук (2005), завідувач (2003), професор (2005) кафедри гідроекології, водопостачання та водовідведення Чернівецького національного університету ім. Юрія Федьковича.

## Життєпис
Випускник 1979 року Чернівецького національного університету, кафедри гідрології та кліматології. Після закінчення університету працював на кафедрі старшим лаборантом. 1980 року р. вступив, а 1983 р. успішно закінчив стаціонарну аспірантуру Державного гідрологічного інституту м. Ленінграда. З 1984 р. працює в Чернівецькому університеті на посадах інженера, наукового співробітника, асистента, доцента. Напрямок наукової роботи — дослідження руслових процесів річок, оцінка впливу господарської діяльності на русловий режим річок та їх заплав.

## Дисертації
- Кандидатську дисертацію зі спеціальності 11.00.07 «Гідрологія суші, водні ресурси, гідрохімія» на тему: «Методика прогноза русловых процессов на антиреке (на примере Верхней Сухоны)(рос.)» — захистив 1986 р. у Ленінградському гідрометеорологічному інституті (науковий керівник: д.т. н., проф. Знамєнская Н. С.).

- Докторська дисертація зі спеціальності 11.00.07 «Гідрологія суші, водні ресурси, гідрохімія» на тему: «Геогідроморфологічні закономірності самоформування русел у різних природних умовах» — була захищена у Київському національному університеті імені Тараса Шевченка у 2005 році.